# Doświadczalna Oficyna Graficzna
Doświadczalna Oficyna Graficzna (DOG) – instytucja poligraficzno-wydawnicza założona w 1964 przy Państwowych Pracowniach Sztuk Plastycznych. Mieściła się w Warszawie na Saskiej Kępie, przy ul. Finlandzkiej 10. Zakończyła działalność w latach 90. XX w.

## Historia i profil
Głównymi inicjatorami DOG byli prof. Andrzej Rudziński oraz jego uczeń, przyszły kierownik oficyny, a także mistrz typografii Leon Urbański.  Doświadczalny charakter oficyny był ewenementem na skalę polskiego drukarstwa w okresie PRL-u. Był to placówka nastawiona na druki o najwyższym poziomie graficznym, poligraficznym, oraz edytorskim. Okres największego rozkwitu DOG przypada na lata 60. i 70 XX w.. W oficynie pracowali świetni rzemieślnicy, czyli zecerzy, maszyniści typograficzni, drukarze, projektanci graficzni, artyści, a także redaktorzy techniczni. Głównym założeniem DOG była praca zespołowa, Rudziński i Urbański twierdzili bowiem, że do stworzenia druków najwyższej próby potrzebna jest współpraca

## Zadania i cele
Według rozporządzeń Zarządu Naczelnej Dyrekcji Państwowych Pracowni Sztuk Plastycznych z dnia 7 marca 1963 i 4 grudnia 1973 do zadań i celów DOG należały:
1. Prowadzenie prac doświadczalnych w zakresie projektowania graficznego i wykonywania prac wydawniczych oraz poligraficznych.
2. Podnoszenie poziomu artystycznego i edytorskiego druków.
3. Techniczne wykonywanie małych wzorowych nakładów.
4. Umożliwienie artystom grafikom podnoszenia wiedzy zawodowej i praktyki w operowaniu liternictwem i układami zecerskimi.
5. Organizowanie konkursów na opracowanie graficzne i poligraficzne.
6. Organizowanie wystaw prac graficznych i poligraficznych wykonanych w DOG.
7. Projektowanie graficzne i wykonywanie druków na zlecenie w zakresie wydawnictw bibliofilskich[3].

## Działalność oficyny
Za artystyczną formę druków powstałych w DOG odpowiadał Leon Urbański, którego rola dla oficyny była niemalże czołowa. Był on mistrzem kunsztu typograficznego i to za jego sprawą projekty wychodzące z DOG były uważane za arcydzieła sztuki typograficznej. Sposób pracy w oficynie można porównać do dzisiejszych praktyk wykorzystywanych przez projektantów graficznych, wynika to z możliwości podglądu efektu pracy na ekranie monitora, lub zrobienia szybkiego wydruku. W DOG było podobnie, projektant mógł zrobić wydruk próbny i nanieść poprawki na swój projekt. Niestety w okresie komunizmu nie było to zbytnio możliwe, ponieważ graficy nie mieli możliwości wpływu na pracę drukarzy, którzy niekiedy partaczyli pracę projektanta.

### Sprzęt
W przemyśle poligraficznym okresu PRL-u urządzenia służące do druku typograficznego, czyli park maszynowy, nie należały do najlepszych. Inaczej było z jakością wykorzystywanych materiałów. W przeciwieństwie do wielu drukarń DOG miało możliwość druku na papierze świetnej jakości (m.in. bawełnianym, ręcznie czerpanym, o różnych gramaturach). Był on sprowadzony z najlepszych manufaktur papierniczych w Europie. Podobnie było z czcionkami, które dostarczano bezpośrednio z odlewni zapewniające oficynie różne rodziny krojów np. Garamond, Plantin, Perpetua, Paneuropa i wiele innych.

### Rodzaje druków
Mimo wielu planów Doświadczalna Oficyna Graficzna nigdy tworzyła książek na skalę rynkową. Oficyna zajmowała się głównie publikacją druków ulotnych, edycji bibliofilskich, a także publikacji przygotowanych na międzynarodowe konkursy. Oficyna miała spory wpływ na kształtowanie się polskiej szkoły druku dyplomatycznego, projektowano m.in. programy wizyt dyplomatycznych, programy toastów oraz zaproszenia. Leon Urbański dbał, aby w DOG nie tylko pracowano nad formą typograficzną, ale także nad całościowym wyglądem publikacji, w tym również teczkami, kopertami oraz z elementami takimi jak papier i tłoczenia.

## Koniec działalności
W latach 90. XX w. DOG została sprywatyzowana, co wiązało się z wieloma przekształceniami w systemie działalności oficyny. Druk typograficzny odszedł w niepamięć, został zastąpiony komputerami wyposażonymi w programy graficzne. Zbiór czcionek przepadł, a maszyny zostały wyrzucone. Przepadła też dokumentacja pozwalająca na prześledzenie losów DOG.

## Osoby związane z DOG
- Leon Urbański
- Andrzej Rudziński
- Jacek Tytus Walczak
- Marian Sztuka
- Andrzej Arcimowicz
- Andrzej Barecki
- Roman Duszek
- Mateusz Gawryś
- Jan Hollender
- Krzysztof Jerominek
- Andrzej Kot
- Konstanty Maria Sopoćko
- Karol Śliwka
- Stanisław Töpfer
- Andrzej Zbrożek
- Henryk Piekarniak
- Wacław Sieradzan
- Kazimierz Leonowicz
- Andrzej Tomaszewski[6].
- Andrzej Rogowski
- Krzysztof Szpindler